# Primula youngeriana
Primula youngeriana är en viveväxtart som beskrevs av William Wright Smith. Primula youngeriana ingår i släktet vivor, och familjen viveväxter. Inga underarter finns listade i Catalogue of Life.